# Ka (kana)
En l'escriptura japonesa, els caràcters か (hiragana) i カ (katakana) són dues mores que ocupen el sisè lloc en el sistema modern d'ordenació alfabètica gojūon (五十音), entre l'お i el き; i el 14è en el poema iroha, entre わ i よ. Una mora és la unitat superior al segment i inferior a la síl·laba.
A la taula de l'ordre gojūon (per columnes, i de dreta a esquerra), es troba en la segona columna (a la que dona nom: か行, "columna «ka») i la primera fila (あ段, fila «a»).

La taula gojūon

Tant か com カ provenen del kanji 加. Ambdós poden portar l'accent dakuten: が, ガ. Existeix una versió hentaigana de か, , que prové del kanji 可.

## Romanització
Segons els sistemes de romanització Hepburn modificat, Kunrei-shiki i Nihon-shiki:
- か, カ es romanitzen com a «ka»
- が, ガ es romanitzen com a «ga»

## Escriptura
|  | El caràcter か s'escriu amb tres traços: 1. Traç horitzontal que es retorça cap avall i acaba en un ganxo cap a l'esquerra. 2. Traç pràcticament vertical que talla el primer traç. 3. Xicotet traç corbilini en la part dreta del caràcter. |
|  | El caràcter か s'escriu amb tres traços: 1. Traç horitzontal que es retorça cap avall i acaba en un ganxo cap a l'esquerra. 2. Traç pràcticament vertical que talla el primer traç. 3. Xicotet traç corbilini en la part dreta del caràcter. |

## Altres escriptures
| か o カ en braille japonès  | か o カ en braille japonès                               | か o カ en braille japonès                                | か o カ en braille japonès                                                             |
| --------------------------- | -------------------------------------------------------- | --------------------------------------------------------- | -------------------------------------------------------------------------------------- |
| か o カ ka                  | が o ガ ga                                               | かあ o カー kā                                            | があ o ガー gā                                                                         |
| ⠡ (braille pattern dots-16) | ⠐ (braille pattern dots-5) · ⠡ (braille pattern dots-16) | ⠡ (braille pattern dots-16) · ⠒ (braille pattern dots-25) | ⠐ (braille pattern dots-5) · ⠡ (braille pattern dots-16) · ⠒ (braille pattern dots-25) |

- Alfabet fonètic: 「為替のカ」 ("el ka de kawase", on kawase significa intercanvi, o enviament de diner)
- Codi Morse: ・−・・